# 凫村站
凫村站，建于1981年，是兖石铁路上的车站。站址在山东省曲阜市小雪街道办事处凫村西南方，邮政编码273100。隶属中国铁路济南局集团有限公司兖州车务段管辖，现为三等站。 

## 车站位置
凫村站在兖石线上行距离兖州站18公里，下行距离日照站298公里。

## 歷史
- 1979年6月，为了兖州煤炭外运，加速鲁南经济的发展，国家决定修建兖石铁路。
- 1981年4月1日，兖州至临沂段先行开工。凫村站于当年建成。
- 1984年11月，兖石铁路全线铺通。
- 1985年12月31日18点，兖石铁路交付济南铁路局临管运营。凫村站正式启用，时属济南铁路局济南铁路分局管辖，凫村站系工矿企业编组站，原设计为二等站，因大东章集结的煤车仍由兖州站进入兖石铁路，故凫村站编组场尚未使用，核定等级暂为三等站。
- 2005年3月，全路裁撤铁路分局建制，凫村站改属济南铁路局兖州车务段管辖，现仍为三等站。
- 随着铁路历次提速，凫村站现已没有客运列车停靠，停止了客运业务。

## 业务状况
- 客运：不办理客运业务。
- 货运：办理整车货物发到，兖州矿区煤车在此站办理与铁路的交接作业。

## 图集

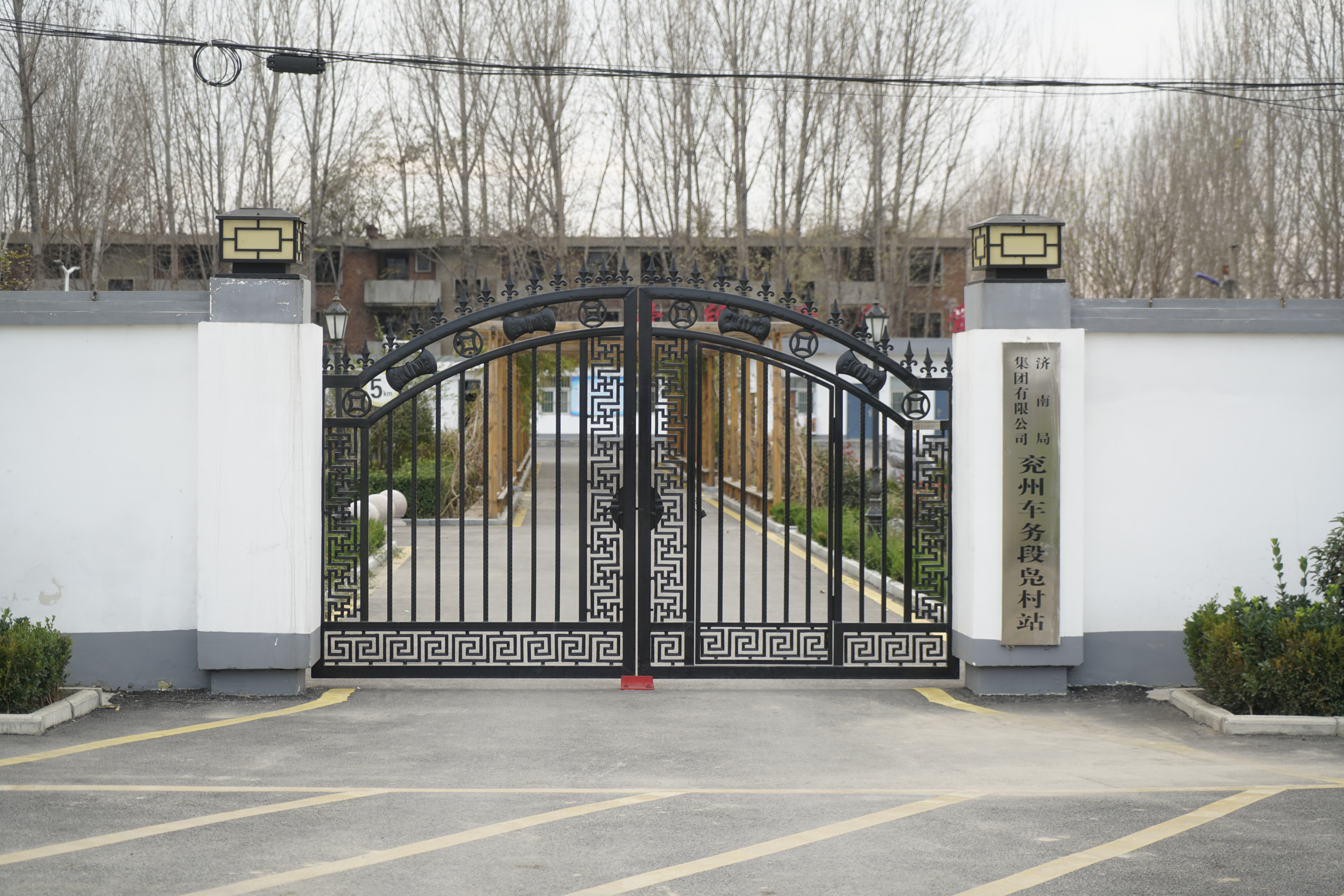
生活区正门
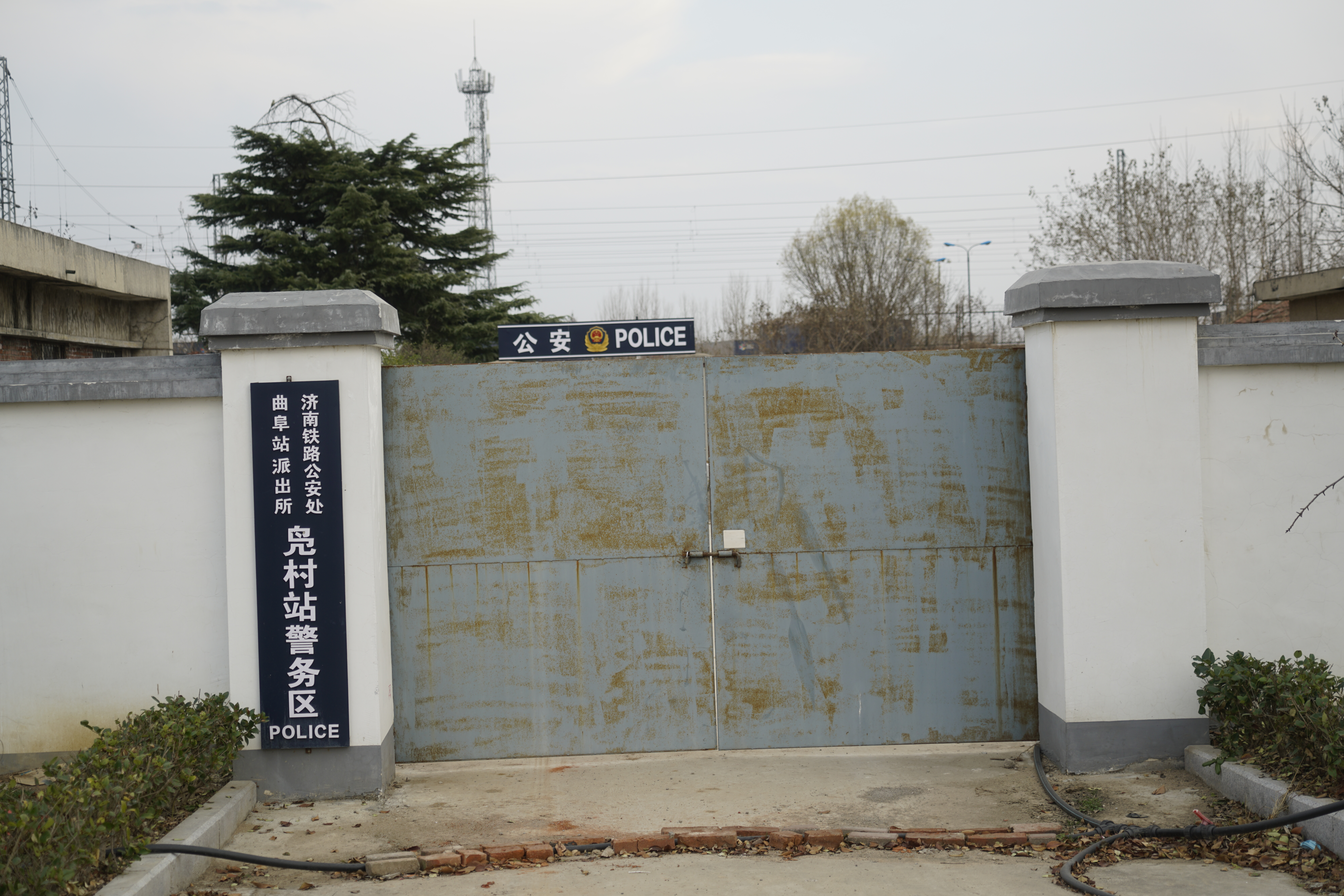
警务站
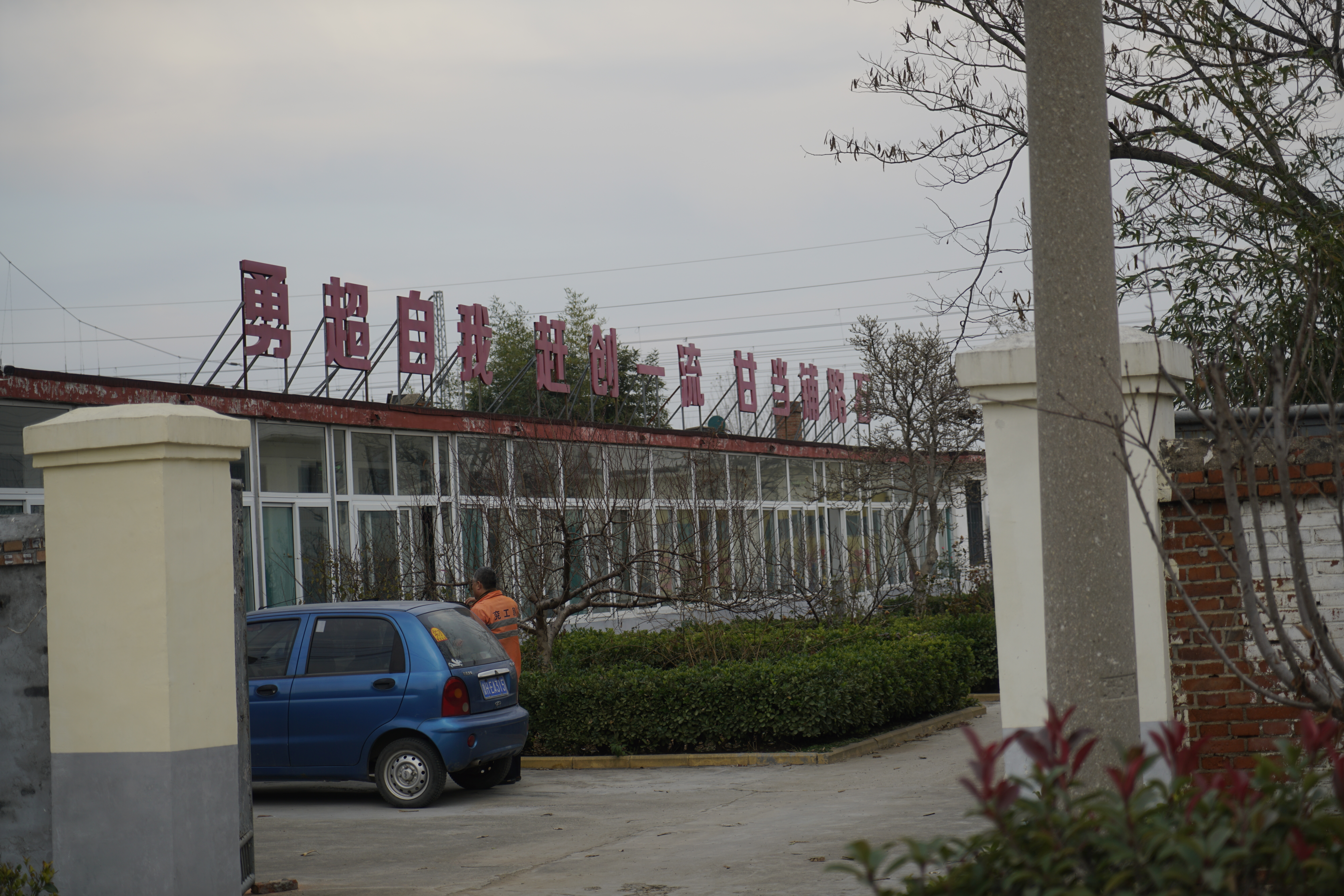
车站宿舍
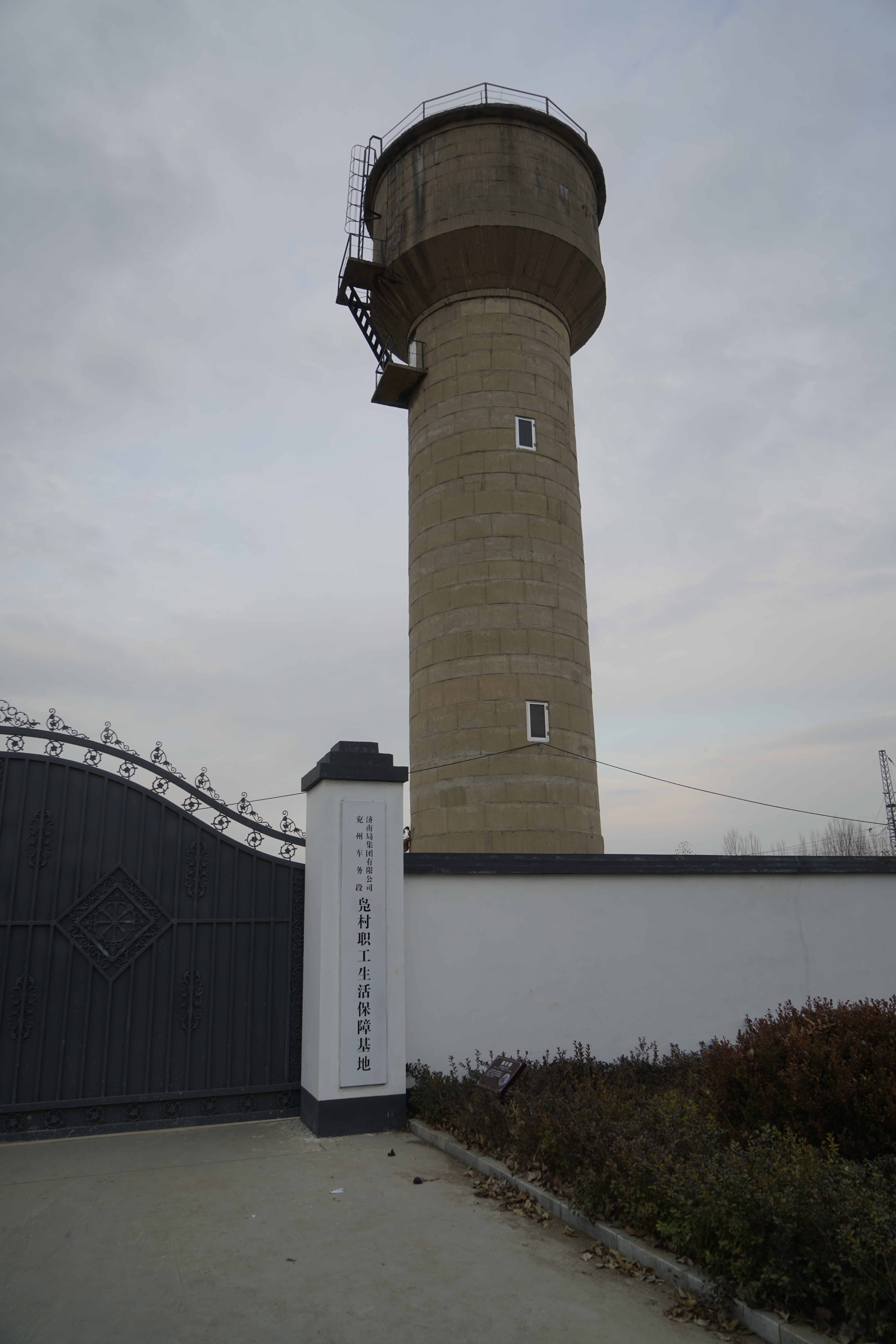
生活保障区正门
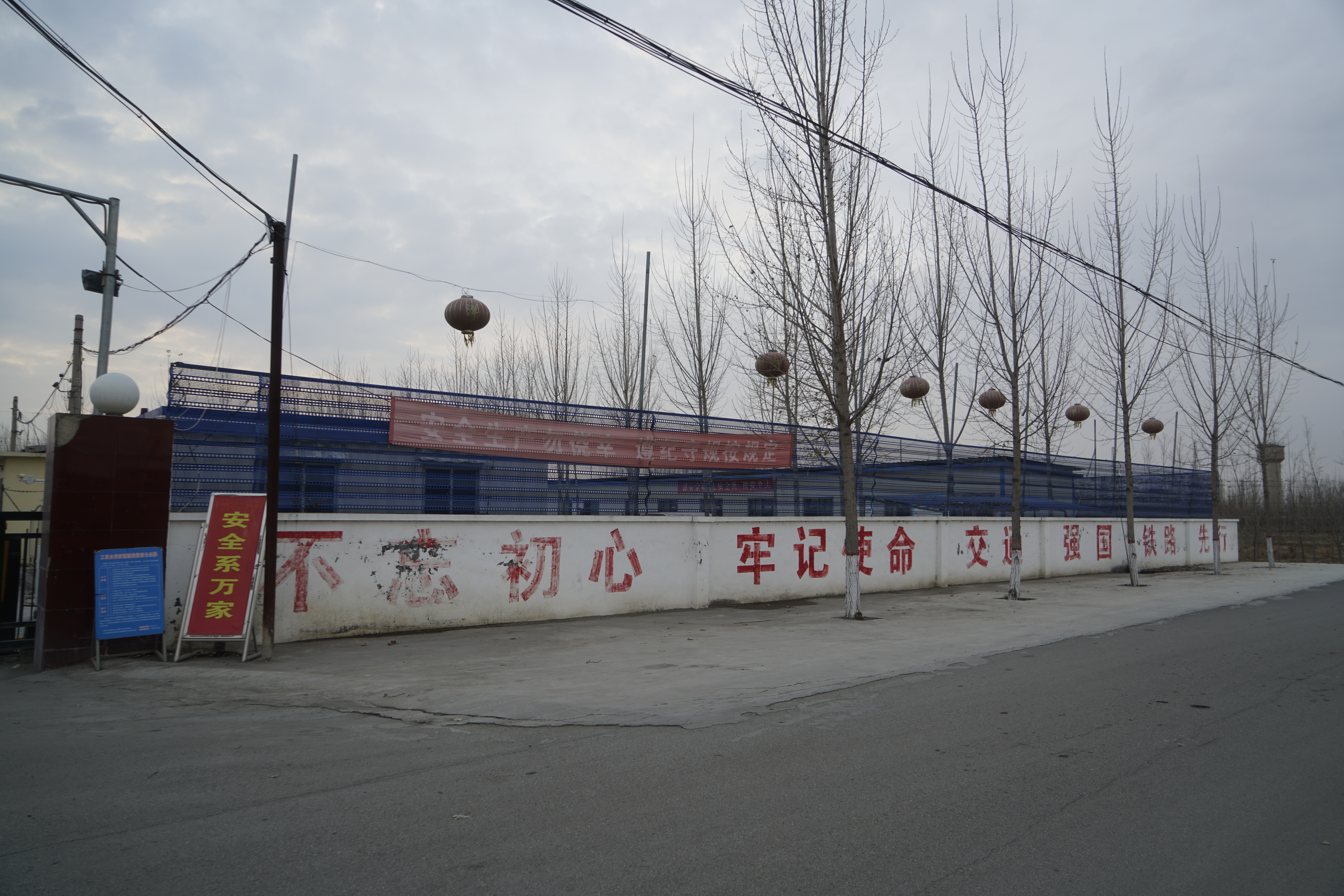
货场标语